# NGC 2514
NGC 2514 è una galassia a spirale barrata situata nella costellazione del Cancro, a una distanza di circa 244 milioni di anni luce dalla nostra Via Lattea.

## Scoperta
La galassia è stata scoperta il 19 gennaio 1885 dall'astronomo francese Édouard Stephan.

## Descrizione
NGC 2514 ha una classe di luminosità II-III e presenta una larga riga a 21 cm dell'idrogeno neutro.

## Gruppo di NGC 2507
NGC 2514 fa parte di un gruppo di galassie che comprende almeno 6 membri, il Gruppo di NGC 2507. Oltre a NGC 2514 e NGC 2507, le altre galassie del gruppo sono MCG 3-21-7, UGC 4139, UGC 4145 e UGC 4170.